# 包道喬尼托毛伊

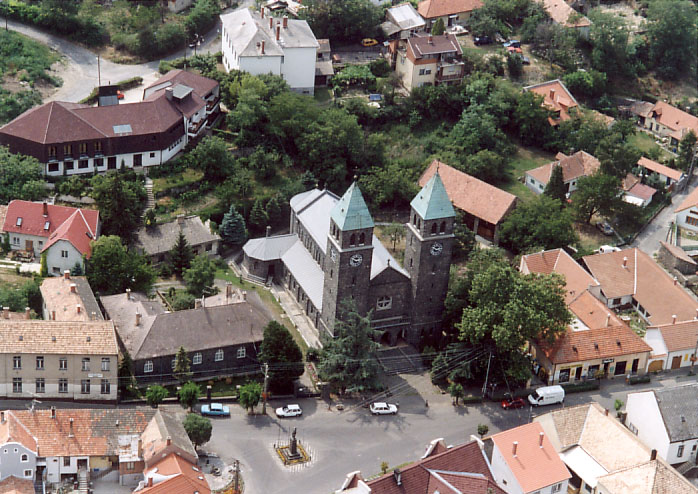

包道喬尼托毛伊（匈牙利語：Badacsonytomaj，匈牙利語發音：[ˈbɒdɒt͡ʃoɲtomɒj]）是匈牙利的城鎮，位於該國西部巴拉頓湖畔和包道乔尼地区，由維斯普雷姆州負責管轄，面積32.71平方公里，2011年人口2,091，其中約八成居民信奉天主教。
46°48′N 17°31′E / 46.800°N 17.517°E